# Nesle-Hodeng
Nesle-Hodeng is een gemeente in het Franse departement Seine-Maritime (regio Normandië). De gemeente telt 313 inwoners (1999). De plaats maakt deel uit van het arrondissement Dieppe.

## Geschiedenis
Een oude vermelding van de plaats gaat terug tot 1155 in In molendino de Nigella. De 18de-eeuwse Cassinikaart toont het dorpje Nesle.
Op het eind van het ancien régime eind 18e eeuw, toen de gemeenten werden gecreëerd, werd Nesle-en-Bray een gemeente.
In 1823 werd buurgemeente Hodeng-en-Bray opgeheven en aangehecht bij Nesle, dat in Nesle-Hodeng werd hernoemd.

## Geografie
De oppervlakte van Nesle-Hodeng bedraagt 15,7 km², de bevolkingsdichtheid is 19,9 inwoners per km².
Het dorpscentrum van Nesle bevindt zich in het westen van de gemeente. In het zuidoosten ligt het plaatsje Hodeng. Daarnaast liggen in de gemeente nog een aantal kleine landelijke gehuchtjes verspreid, waaronder la Montagne in het noorden.
De onderstaande kaart toont de ligging van Nesle-Hodeng met de belangrijkste infrastructuur en aangrenzende gemeenten.

## Bezienswaardigheden
- De Église Saint-Pierre

## Demografie
Onderstaande figuur toont het verloop van het inwonertal (bron: INSEE-tellingen).